# Франческо I Гаттілузіо
Франческо I Гаттілузіо (італ. Francesco I Gattilusio: бл. 1326 — Лесбос, 6 серпня 1384) — генуезький аристократ і військовий. Перший архонт (сеньйор) острова Лесбос з родини Гаттілузіо.

## Біографія

### Сім'я
Родина Гаттілузіо походила з Генуезької республіки. Відомості про батьків Франческо та його брата Нікколо Гаттілузіо, володаря Айносу, відсутні, хоча, ґрунтуючись на геральдичних доказах їхніх написів, Ентоні Латтрелл стверджує, що їх мати була членом родини Доріа.
Дідом Франческо та Нікколо був Лукетто Гаттілузіо, поет, трубадур і купець, який був послом Боніфація VIII і подеста Болоньї, Мілана та Кремони. Його дядько Оберто (Обертино) Гаттілузіо був послом у Константинополі.

### Пірат
Франческо вперше став відомий в історії як пірат. У 1354 році Франческо і його команда висадилися на острові Тенедос. Острів тоді служив резиденцією Іоанна V Палеолога, одного з трьох співімператорів Візантійської імперії, тоді як іншими були його тесть Іоанн VI Кантакузин і зять Матвій Кантакузин. Іоанн V і його родичі в той час конфліктували між собою.
Іоанн V і Франческо уклали союз, щоб дозволити Іоанну відновити контроль над Константинополем. В обмін Франческо було обіцяно руку Марії Палеолог, сестри Іоанна V.
На початку грудня 1354 року Франческо повів флот до Константинополя. Вони підійшли до міста пізно ввечері і зробили вигляд, що потребують допомоги. Вони заявили, що один із їхніх кораблів тоне, і попросили допомогти врятувати вантаж від затоплення, а також пообіцяли частину його міським вартовим за допомогу. Побачивши можливість наживи, вартові відкрили прохід. Франческо провів близько п'ятисот озброєних людей через прохід, захопив стіни Константинополя та розбудив громадян від сну закликами на користь Іоанна V і незабаром в місті почалися заворушення на користь Палеолога. 4 грудня 1354 р. Іоанн VI Кантакузин склав свій титул і пішов у монастир.

### Архонт
Франческо зумів відновити контроль над столицею для Іоанна V і усунув його головного суперника з політичної арени. У відповідь Іоанн V виконав свою обіцянку і видав за Франческо свою сестру.
17 липня 1355 року Франческо був додатково нагороджений титулом архонта (володаря) Лесбосу. Іоанн V подарував йому острів як посаг для сестри.
У 1366 році Франческо приєднався до Амадея VI Савойського, зеленого графа та Людовика I Угорського в кампанії з відновлення стабільності Візантійської імперії в Савойському хрестовому поході. Разом вони захопили Галліполі у султана Османської імперії Мурада I після двох днів боїв.
У 1369 році Франческо супроводжував Іоанна V у його подорожі до Риму разом із Деметрієм Кідоном, що завершилося особистим наверненням Іоанна V у католицьку віру в четвер, 18 жовтня, у безуспішній спробі залучити підтримку Заходу для сильно ослабленої імперії.

### Загибель
6 серпня 1384 року на Лесбосі стався землетрус. Франческо, Марія та двоє їхніх старших синів Андронік і Доменіко загинули під руїнами. У листі, який Кідон написав із Константинополя незабаром після події, він описав, як наречені двох мертвих синів Франческо прибули здалеку та шукали в руїнах тіла чоловіків, яких вони ніколи не бачили. Проте третій син Якопо вижив і став спадкоємцем свого батька у домінії на Лесбосі під ім'ям Франческо II.